# Pernilla August
Mia Pernilla Hertzman-Ericson coniugata August (Stoccolma, 13 febbraio 1958) è un'attrice e regista svedese.

## Biografia
Iniziò a recitare durante l'infanzia, prima a scuola e poi a teatro. La sua carriera professionale ebbe però inizio nel 1979, quando cominciò a frequentare una scuola di recitazione. Attirò l'attenzione di Ingmar Bergman, che la selezionò per interpretare un ruolo secondario nel film Fanny e Alexander. Ha partecipato anche ad alcune famose rappresentazioni teatrali, come l'Amleto di William Shakespeare, Casa di bambola di Henrik Ibsen e Tre sorelle di Anton Čechov.
Il ruolo che le ha dato più fama, però, è quello che ha interpretato in due dei tre prequel della saga di Guerre stellari (più precisamente Star Wars - Episodio I - La minaccia fantasma e Star Wars - Episodio II - L'attacco dei cloni): in questi film era Shmi Skywalker, la madre di Anakin Skywalker. È apparsa anche nella serie TV dedicata al giovane Indiana Jones. Nel 2021 prende parte alla serie svedese di Netflix Young Royals, dove interpreta la Regina Kristina di Svezia, madre del protagonista.

## Vita privata
August si è sposata due volte, e ha cambiato nome in entrambi i casi: il suo primo matrimonio è stato con Klas Östergren, mentre il secondo è avvenuto con il citato Bille August (dal 1991 al 1997). Ha tre figlie, chiamate Agnes, Asta e Alba.
Il cognome August le viene dal suo matrimonio con il regista danese Bille August, il suo secondo ex-marito.

## Filmografia parziale

### Attrice
- Fanny e Alexander (Fanny och Alexander), regia di Ingmar Bergman (1982)
- Ormens väg på hälleberget, regia di Bo Widerberg (1986)
- Den döende dandyn, regia di Anders Wahlgren (1989)
- Con le migliori intenzioni (Den goda viljan), regia di Bille August (1992)
- Lumière et compagnie, regia dell'episodio di Liv Ullmann (1995)
- Jerusalem, regia di Bille August (1996)
- Conversazioni private (Enskilda samtal), regia di Liv Ullmann (1996)
- Vanità e affanni (Larmar och gör sig till), regia di Ingmar Bergman (1997)
- Maria, madre di Gesù (Mary, Mother of Jesus) - film TV (1999)
- Star Wars - Episodio I - La minaccia fantasma (Star Wars: Episode I - The Phantom Menace) , regia di George Lucas (1999)
- Star Wars - Episodio II - L'attacco dei cloni (Star Wars: Episode II - Attack of the Clones), regia di George Lucas (2002)
- I Am Dina (Jeg er Dina), regia di Ole Bornedal (2002)
- Alle prime luci dell'alba (Om jag vänder mig om), regia di Björn Runge (2003)
- Gli innocenti (Drabet), regia di Per Fly (2005)
- Mun mot mun, regia di Björn Runge (2005)
- Kenny Begins, regia di Mats Lindberg e Carl Åstrand (2009)
- Miss Kicki, regia di Håkon Liu (2009)
- Una soluzione razionale (Det enda rationella), regia di Jörgen Bergmark (2009)
- Call Girl, regia di Mikael Marcimain (2012)
- The Last Sentence (Dom över död man), regia di Jan Troell (2012)
- Gentlemen, regia di Mikael Marcimain (2014)
- Kursk, regia di Thomas Vinterberg (2018)
- The Investigation (Efterforskningen) – miniserie TV, 6 puntate (2020)
- Young Royals - serie televisiva (2021-2024)

### Doppiatrice
- Star Wars: The Clone Wars – serie TV, episodio 3x15 (2011)

### Regista
- Blindgångare (2005) – cortometraggio
- Beyond (Svinalängorna) (2010)

## Doppiatrici italiane
Nelle versioni in italiano dei suoi lavori, Pernilla August è stata doppiata da:
- Roberta Pellini in Star Wars - Episodio I - La minaccia fantasma, Star Wars - Episodio II - L'attacco dei cloni
- Roberta Greganti in Con le migliori intenzioni
- Cristiana Lionello in Conversazioni private, Maria, madre di Gesù
- Chiara Salerno in The Investigation
- Melina Martello in Kursk
- Daniela Abbruzzese in Young Royals

Da doppiatrice è sostituita da:
- Irene Di Valmo in Star Wars: The Clone Wars

## Riconoscimenti
Guldbagge
1993 - Migliore attrice per Con le migliori intenzioni
2000 - Miglior attrice non protagonista per Där regnbågen slutar
2004 - Candidatura a migliore attrice per Detaljer
2004 - Candidatura a migliore attrice non protagonista per Alle prime luci dell'alba
2010 - Miglior regista per Beyond